# Maria Esfandiari
Maria Esfandiari (* 24. Oktober 1992 in Bonn) ist seit dem 21. Mai 2025 die Präses der Bremischen Evangelischen Kirche (BEK).

## Leben und Werdegang
Geboren und aufgewachsen in Bonn, wurde Esfandiari katholisch getauft und wuchs in einem katholischen Haushalt auf.  
2012 kam sie zum Studium der Kommunikations-, Medien- und Kulturwissenschaft nach Bremen, wo sie sich in der Evangelischen Studierendengemeinde (ESG) engagierte.
2017 war sie Reformationsbotschafterin in Bremen gemeinsam mit dem ehemaligen Bürgermeister Jens Böhrnsen.  
2022 konvertierte sie zur Evangelischen Kirche und ist seitdem Mitglied der St.‑Remberti‑Gemeinde in Bremen‑Schwachhausen.
Beruflich ist Esfandiari als Projektmanagerin im Marketing tätig, unter anderem für die Pipedream Products GmbH und Fun Factory.

## Präses der Bremischen Evangelischen Kirche
Am 21. Mai 2025 wurde Maria Esfandiari vom Kirchentag, dem Parlament der Bremischen Kirche, mit 88,39 % zur ersten Präses der Landeskirche gewählt, nachdem dieses Amt als Nachfolgeamt zum Präsidenten des Kirchenausschusses neu geschaffen worden war.
Sie wurde am 20. Juni 2025 im Bremer St. Petri‑Dom in ihr Amt eingeführt.
Esfandiari ist somit Nachfolgerin von Edda Bosse, die die letzte Präsidentin des Kirchenausschusses war, und mit bei Amtsantritt 32 Jahren die jüngste ehrenamtliche Leitungsperson in der Geschichte der BEK.
Als Präses leitet sie die Sitzungen des Kirchentags und vertritt den Kirchentag in der Öffentlichkeit. Die Bremische Kirche vertritt sie in Abstimmung mit dem Kirchenpräsidenten und dem Kirchenausschuss nach außen. Darüber hinaus leitet sie als Präses die Sitzungen des Kirchenausschusses.
Sie setzt sich dabei für Zusammenhalt, Nächstenliebe sowie interkulturellen und interreligiösen Dialog ein.